# مريم يحيى إبراهيم إسحاق
مريم يحيى إبراهيم إسحاق هي امرأة سودانية مسيحية ولدت في يوم 3 نوفمبر 1987 في ولاية القضارف في السودان، حُكِمت بالإعدام في السودان بسبب الإدعاء بأنها من والد مسلم وأنها إعتنقت المسيحية وارتباطها برجل غير مسلم، شغلت قضيتها الرأي العام في العالم، لما رأوا أنه ظلم بحقها، حيث أن والدها لم يقم بتربيتها وتربت على يد أمها المسيحية، وأنها حوكمت وهي حامل بطفل، أفرج عنها بعد مطالبات وضغط خارجي على حكومة السودان للإفراج في سنة 2014، وثم قررت أن تلجأ سياسياً مع زوجها دانيال واني الذي يحمل الجواز الأمريكي إلى الولايات المتحدة.
وقد سافرت الي إيطاليا والتقت البابا فرنسيس في روما عند وصولها إلى العاصمة الإيطالية، بعدما أمضت نحو شهر في السفارة الأميركية بالخرطوم.